# Antal Kocsis
Antal Kocsis est un boxeur hongrois né le 17 novembre 1905 à Budapest et mort le 25 octobre 1994 à Titusville.

## Carrière
Médaillé d'argent aux championnats d'Europe de boxe amateur à Berlin en 1927 dans la catégorie poids mouches, il devient champion olympique aux Jeux d'Amsterdam en 1928 après sa victoire en finale contre le Français Armand Apell. Kocsis passe professionnel en 1930 mais ne rencontre pas le même succès que dans les rangs amateurs. Il met un terme à sa carrière en 1935 sur un bilan de 22 victoires, 13 défaites et 5 matchs nuls.

## Parcours auxJeux olympiques
Jeux olympiques d'été de 1928 à Amsterdam (poids mouches) :
- Bat José Villanova (Espagne) aux points
- Bat Hubert Ausböck (Allemagne) aux points
- Bat Carlo Cavagnoli (Italie) aux points
- Bat Armand Apell (France) aux points